# Eduardo White
Eduardo Costley White (Quelimane, 21 de novembre de 1963 - Maputo, 24 d'agost de 2014) fou un escriptor moçambiquès membre de l'Associação dos Escritores Moçambicanos (AEMO).
La seva mare era de Lisboa i per part del seu pare, el seu avi era anglès. Estudià tres anys a l'Instituto Industrial i el 1984, fundà la revista Charrua. La seva poesia està exposada al museu Val-du-Marne de París des de 1989. En 2001 fou considerat a Moçambic la figura literària de l'any i en 2004 li fou atorgat amb Premi José Craveirinha de Literatura. El 2013 va obtenir el Premi literari Glória de Sant'Anna. El 24 d'agost de 2014 va morir a l'Hospital Central de Maputo després d'una llarga malaltia.
En el concert de commemoració dels 35 anys de carrera de Rui Veloso, realitzat el 6 de novembre de 2015, el músic va estrenar la cançó Do Meu País amb lletra del poeta Eduardo Costly-White.

## Obres
- Amar Sobre o Índico, Associação dos Escritores Moçambicanos, 1984.
- Homoíne, Associação dos Escritores Moçambicanos, 1987.
- O País de Mim, Associação dos Escritores Moçambicanos, 1989. (Prémio Gazeta de Artes e Letras da Revista Tempo).
- Poemas da Ciência de Voar e da Engenharia de Ser Ave, Editorial Caminho, 1992 (Prémio Nacional de Poesia Moçambicana 1995).
- Os Materiais de Amor seguido de Desafio à Tristeza, Maputo, Ndjira / Lisboa, Ed. Caminho, 1996.
- Janela para Oriente, Ed. Caminho, 1999.
- Dormir Com Deus e Um Navio na Língua, Braga, Ed. Labirinto, 2001 (Prémio Consagração Rui de Noronha).
- As Falas do Escorpião, Maputo, Imprensa Universitária, 2002.
- O Manual das Mãos, Campo das Letras, 2004.
- O Homem a Sombra e a Flor e Algumas Cartas do Interior, Maputo, Imprensa Universitária, 2004.
- Até Amanhã, Coração, Maputo, Vertical, 2005.
- Dos Limões Amarelos do Falo, às Laranjas Vermelhas da Vulva (2009); Prémio Corres da Escrita
- Nudos (2011), Antologia da sua obra poética
- O Libreto da Miséria (2010-2012)
- A Mecânica Lunar e A Escrita Desassossegada (2012)
- O Poeta Diarista e os Ascetas Desiluminados  (2012) Prémio Glória de Sant’Anna
- Bom Dia, Dia  (2014)